# Moisés Ríos Echagüe
Moisés Ríos Echagüe (Temuco, 1902 - Linares, 3 de abril de 1961) fue un político chileno. 

## Biografía
Hijo de Moisés Ríos González y Matilde Echagüe Echagüe. Contrajo matrimonio Queralia Rivas con la que tuvo 5 hijos, luego con  Irma Garcés Garcés tuvo un hijo.
Se desconoce también su profesión oficial. Poseía un carnet que decía profesor, pero también tenía otro de contador. Se dedicó en la práctica a la política durante buena parte de su vida.
Militante del Partido Democrático (1926-1966). Fue nombrado Gobernador del Departamento de Pitrufquén (1928-1932).
Electo Diputado por la 21.ª agrupación departamental de Temuco, Imperial y Villarrica (1941-1945). Integró la comisión permanente de Constitución, Legislación y Justicia. 
Reelecto Diputado por la misma 21.ª agrupación departamental (1945-1949). Participó de la comisión permanente de Educación y la de Industrias.
Fue uno de los socios fundadores de la Primera Compañía de Bomberos de Cunco, en la Araucanía, el 25 de julio de 1929.
Falleció en el accidente aéreo del avión comercial LAN DC-3, accidente conocido como la «Tragedia de Green Cross», aunque Moisés Ríos se embarcó en Castro, isla de Chiloé, y los jugadores del plantel de Green Cross lo hicieron al momento de hacer escala en la ciudad de Osorno. El avión cayó en unos cerros cordilleranos de la zona de Linares, el 3 de abril de 1961.